# Бернадет-Десюс
Бернаде́т-Десю́с (фр. Bernadets-Dessus, окс. Vernadèth Dessús) — коммуна во Франции, находится в регионе Юг — Пиренеи. Департамент — Верхние Пиренеи. Входит в состав кантона Турне. Округ коммуны — Тарб.
Код INSEE коммуны — 65086.

## География

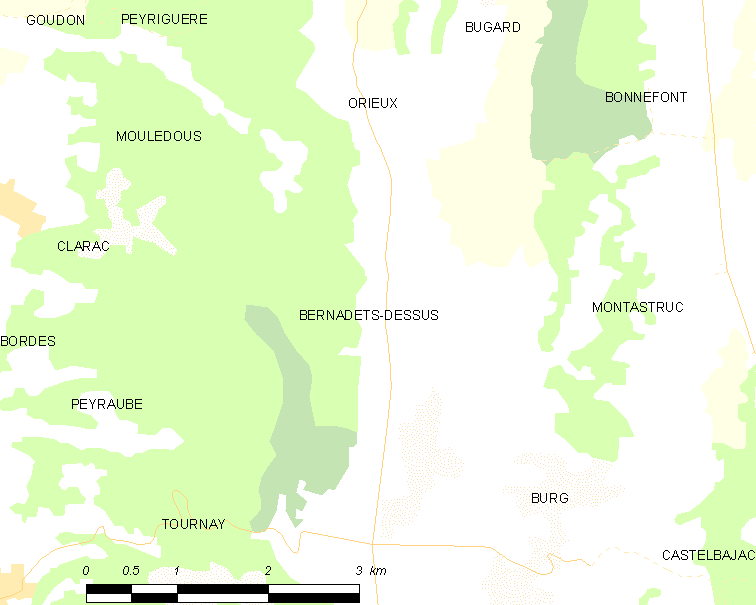
Карта коммуны

Коммуна расположена приблизительно в 650 км к югу от Парижа, в 105 км юго-западнее Тулузы, в 19 км к востоку от Тарба.
Коммуна расположена в местности Бигорр. 

## Климат
Климат умеренно-океанический с солнечной тёплой погодой и обильными осадками на протяжении практически всего года.

## Население
Население коммуны на 2010 год составляло 148 человек.
| 1962 | 1968 | 1975 | 1982 | 1990 | 1999 | 2010 |
| ---- | ---- | ---- | ---- | ---- | ---- | ---- |
| 198  | 187  | 185  | 173  | 159  | 155  | 148  |

## Экономика
В 2010 году среди 98 человек трудоспособного возраста (15-64 лет) 66 были экономически активными, 32 — неактивными (показатель активности — 67,3 %, в 1999 году было 75,2 %). Из 66 активных жителей работали 63 человека (34 мужчины и 29 женщин), безработных было 3 (0 мужчин и 3 женщины). Среди 32 неактивных 3 человека были учениками или студентами, 19 — пенсионерами, 10 были неактивными по другим причинам.